# کنی کوپر (بازیکن فوتبال)
کنی کوپر (انگلیسی: Kenny Cooper Sr.؛ زادهٔ ۱۱ اکتبر ۱۹۴۶) بازیکن فوتبال اهل بریتانیا است.
از باشگاه‌هایی که در آن بازی کرده‌است می‌توان به باشگاه فوتبال بلکبرن روورز اشاره کرد.